# Endsee (Steinsfeld)
Endsee ist ein Gemeindeteil der Gemeinde Steinsfeld im Landkreis Ansbach (Mittelfranken, Bayern). Die Gemarkung Endsee hat eine Fläche von 7,071 km². Sie ist in 543 Flurstücke aufgeteilt, die eine durchschnittliche Fläche von 13.022,21 m² haben. In ihr liegt neben dem namensgebenden Ort der Gemeindeteil Gypshütte.

## Geografie
Etwa einen halben Kilometer südlich des Dorfes befindet sich der Endseer Berg (471 m ü. NHN). In der Gemarkung liegen der Endsee und der Neue See. Südöstlich von Endsee befindet sich der Gipsbruch Endsee. Der als Geotop ausgewiesene ehemalige Steinbruch gehört zu den 100 schönsten Geotopen in Bayern.
Die Staatsstraße 2416 führt nach Reichelshofen zur St 2419 (2 km westlich) bzw. zur Anschlussstelle 107 der A 7 (0,9 km östlich). Die Staatsstraße wird nach der Anschlussstelle als B 470 fortgeführt, über die man nach Steinach an der Ens (1,1 km östlich) gelangt. Eine Gemeindeverbindungsstraße führt zur Kreisstraße AN 32 bei Habelsee (1,8 km nördlich), eine weitere ebenfalls zur AN 32 bei Ohrenbach (3,5 km nordwestlich).

## Geschichte
Der Ort wurde 798 als „Entse“ erstmals urkundlich erwähnt.
Beim Ort gab es ursprünglich ein Schloss (Altes Schloss), das den Herren von Banner gehörte und um 1100 erbaut wurde. Nachdem diese ausgestorben waren, kam es in den Besitz des Hauses Hohenlohe. 1367 verkauften Gerlach und Gottfried von Hohenlohe das Schloss samt Ort an die Reichsstadt Rothenburg. 1407 wurde auf kaiserlichen Befehl das Endseer Schloss abgebrochen und geschleift. Vorausgegangen war ein Streit des Burggrafen Friedrich von Nürnberg mit der Reichsstadt Rothenburg.
Unter Führung des französischen Generals Ezéchiel de Mélac sollen im November 1688 französische Mordbrenner 35 Häuser angezündet und erheblichen Schaden angerichtet haben.
Mit dem Gemeindeedikt (frühes 19. Jahrhundert) wurde Endsee dem Steuerdistrikt Steinach zugeordnet. Wenig später entstand die Ruralgemeinde Endsee. Sie war in Verwaltung und Gerichtsbarkeit dem Landgericht Rothenburg zugeordnet und in der Finanzverwaltung dem Rentamt Rothenburg ob der Tauber (1919 in Finanzamt Rothenburg ob der Tauber umbenannt). Spätestens 1840 wurde Gypshütte von Hartershofen umgemeindet. Ab 1862 übernahm das Bezirksamt Rothenburg ob der Tauber die Verwaltung (1939 in Landkreis Rothenburg ob der Tauber umbenannt) und das Stadt- und Landgericht Rothenburg ob der Tauber die Gerichtsbarkeit (1879 in Amtsgericht Rothenburg ob der Tauber umbenannt). Die Gemeinde hatte 1964 eine Gebietsfläche von 7,108 km². Im Zuge der Gebietsreform in Bayern wurde diese am 1. Mai 1978 nach Steinsfeld eingemeindet.
Bis 1975 hatte der Ort einen Haltepunkt an der Bahnstrecke Steinach bei Rothenburg–Dombühl.

### Baudenkmäler
In Endsee gibt es drei Baudenkmäler:
- Haus Nr. 03: Eingeschossiges Wohnstallhaus mit Fachwerkgiebel, 17. Jahrhundert.[15]
- Haus Nr. 37: Zugehörig Fachwerkscheune, 1807.[16]
- Haus Nr. 46: Eingeschossiges Fachwerkwohnstallhaus, erste Hälfte 19. Jahrhundert.[17]

ehemalige Baudenkmäler
- Haus Nr. 03: Schlichtes zweigeschossiges Fachwerkwohnstallhaus aus der ersten Hälfte des 19. Jahrhunderts[18]
- Haus Nr. 15: Ehemalige Schafscheune. Kleines Fachwerkwohnstallhaus des frühen 19. Jahrhunderts in bedenklichen Bauzustand.[18]

### Bodendenkmäler
In der Gemarkung Endsee gibt es 16 Bodendenkmäler, darunter:
- Burgstall Endsee: Umfangreiche Wall-Grabenanlage, Brunnenschacht aus Hausteinen, Fundamente des ehemaligen Bergfrieds, Buckelquaderwerk 12./13. Jahrhundert.

### Einwohnerentwicklung
Gemeinde Endsee
| Jahr      | 1818  | 1840   | 1852   | 1855   | 1861   | 1867   | 1871   | 1875   | 1880   | 1885   | 1890   | 1895   | 1900   | 1905   | 1910   | 1919   | 1925   | 1933   | 1939   | 1946   | 1950   | 1952   | 1961   | 1970   |
| Einwohner | 150   | 183    | 170    | 179    | 178    | 181    | 180    | 196    | 199    | 196    | 193    | 169    | 193    | 201    | 188    | 189    | 175    | 196    | 181    | 252    | 317    | 276    | 193    | 181    |
| Häuser    | 23    | 27     |        |        |        |        | 28     |        |        | 32     | 33     |        | 33     |        |        |        | 32     |        |        |        | 37     |        | 35     |        |
| Quelle    | [ 8 ] | [ 10 ] | [ 20 ] | [ 20 ] | [ 21 ] | [ 22 ] | [ 23 ] | [ 24 ] | [ 25 ] | [ 26 ] | [ 27 ] | [ 20 ] | [ 28 ] | [ 20 ] | [ 29 ] | [ 20 ] | [ 30 ] | [ 20 ] | [ 20 ] | [ 20 ] | [ 31 ] | [ 20 ] | [ 11 ] | [ 32 ] |

Ort Endsee
| Jahr      | 001818 | 001840 | 001861 | 001871 | 001885 | 001900 | 001925 | 001950 | 001961 | 001970 | 001987 | 002009 | 002015 | 002023 |
| Einwohner | 150    | 166    | 164    | 158    | 179    | 177    | 158    | 300    | 180    | 166    | 145    | 121    | 111    | 103    |
| Häuser    | 23     | 25     |        |        | 29     | 30     | 29     | 36     | 32     |        | 37     |        |        |        |
| Quelle    | [ 8 ]  | [ 10 ] | [ 21 ] | [ 23 ] | [ 26 ] | [ 28 ] | [ 30 ] | [ 31 ] | [ 11 ] | [ 32 ] | [ 33 ] | [ 34 ] |        | [ 1 ]  |

## Religion
Endsee ist seit der Reformation evangelisch-lutherisch geprägt und bis heute nach St. Maria (Steinach an der Ens) gepfarrt. Die Einwohner römisch-katholischer Konfession sind nach St. Johannis (Rothenburg ob der Tauber) gepfarrt.